# Eonaucum colloncuranum
Eonaucum colloncuranum és una espècie extinta de mamífer cingulat de la família dels clamifòrids que visqué a Sud-amèrica durant el Miocè mitjà. Se n'han trobat restes fòssils a les províncies argentines de Neuquén i Río Negro. Es tracta de l'única espècie del gènere Eonaucum. Tenia les plaques de la cuirassa dorsal petites, amb una amplada de 12,9-18,6 mm, una llargada de 15,7-23,6 mm i un gruix de 4,9-9,7 mm. El nom genèric Eonaucum significa ‘closca de l'alba’ i es refereix al fet que, en el moment de la seva descripció, era el membre més antic conegut de la tribu dels esclerocaliptinis, mentre que el nom específic colloncuranum significa ‘de Collón Curá’ en llatí.